# Дєян Сорєску
Дєян Крістіан Сорєску (рум. Deian Cristian Sorescu, нар. 29 серпня 1997, Молдова-Ноуе) — румунський футболіст, правий захисник та півзахисник «Динамо» з Бухареста.

## Клубна кар'єра
Вихованець клубу «Політехніка» (Тімішоара), де академії якого потрапив у віці десяти років. Після розформування клубу у 2012 році Деян перейшов до наступника клубу, «Полі Тімішоара», де також виступав за молодіжні команди. У 16 років він був відданий в оренду в клуб третього румунського дивізіону «Міленіум» (Джармата), а 2015 року повернувся до «Тімішоари», де став частиною розширеного списку першої команди.
Дебютував за клуб у Лізі ІІ в сезоні 2014-15, де команда посіла перше місце і вийшла до Ліги I. У вищому дивізіоні Стореску дебютував 16 травня 2015 року під час виїзного матчу проти «Петролула» (Плоєшті), замінивши на 79 хвилині ліберійця Алекса Німелі (2:3). Втім закріпитись в основі команди Деян так і не зумів, зігравши за півтора року у вищому дивізіоні Румунії лише 7 матчів і забив 1 гол, покинувши команду у січні 2017 року.
У квітні 2017 року Сорєску підписав контракт з іншим місцевим клубом, «АСУ Політехнікою», у якій провів наступні півтора року в другому дивізіоні як основний гравець.
У липні 2018 році Сорєску приєднався до столичного «Динамо» (Бухарест). У сезоні 2019/20 він став найкращим бомбардиром «Динамо», забивши 11 голів у всіх змаганнях.

## Виступи за збірні
У березні 2019 року зіграв два товариські матчі у складі молодіжної збірної Румунії.

## Титули і досягнення
- Володар Кубка Польщі (1):

«Ракув»: 2021-22
- Володар Суперкубка Польщі (1):

Ракув: 2022

## Статистика

### Клубна
| Клуб                      | Сезон            | Ліга | Ліга  | Кубок | Кубок | Кубок Ліги | Кубок Ліги | Всього | Всього |
| Клуб                      | Сезон            | Ігор | Голів | Ігор  | Голів | Ігор       | Голів      | Ігор   | Голів  |
| ------------------------- | ---------------- | ---- | ----- | ----- | ----- | ---------- | ---------- | ------ | ------ |
| «Міленіум» (Джармата)     | 2014-15          | 12   | 1     | 0     | 0     | -          | -          | 12     | 1      |
| «Полі Тімішоара»          | 2014-15          | 1    | 0     | 0     | 0     | -          | -          | 1      | 0      |
| «Полі Тімішоара»          | 2015-16          | 2    | 1     | 1     | 0     | -          | -          | 3      | 1      |
| «Полі Тімішоара»          | 2016-17          | 5    | 0     | 0     | 0     | 1          | 0          | 6      | 0      |
| «Полі Тімішоара»          | Всього           | 8    | 1     | 2     | 0     | 1          | 0          | 10     | 1      |
| «Політехніка» (Тімішоара) | 2016-17          | 4    | 0     | 0     | 0     | -          | -          | 5      | 0      |
| «Політехніка» (Тімішоара) | 2017-18          | 34   | 14    | 1     | 0     | -          | -          | 35     | 14     |
| «Політехніка» (Тімішоара) | Всього           | 38   | 14    | 1     | 0     | -          | -          | 39     | 14     |
| «Динамо» (Бухарест)       | 2018-19          | 35   | 2     | 1     | 0     | -          | -          | 36     | 2      |
| «Динамо» (Бухарест)       | 2019-20          | 32   | 10    | 5     | 1     | -          | -          | 37     | 11     |
| «Динамо» (Бухарест)       | 2020-21          | 17   | 3     | 1     | 1     | -          | -          | 18     | 4      |
| «Динамо» (Бухарест)       | Всього           | 84   | 15    | 7     | 2     | -          | -          | 91     | 17     |
| Загальна кар'єра          | Загальна кар'єра | 142  | 31    | 9     | 2     | 1          | 0          | 153    | 33     |